# Ludwig Mauritius von Slaski
Ludwig Mauritius von Slaski (polnisch Ludwik Maurycy Ślaski; * 13. September 1856 in Adlig Groß Trzebcz (Trzebcz Szlachecki) bei Kulm; † 3. Dezember 1906) war Mitglied des Deutschen Reichstags.

## Leben
Slaski besuchte das Gymnasium in Kulm und studierte Rechtswissenschaften in Berlin, Breslau und Heidelberg. Er war der Sohn von Ludwig von Slaski.
Von 1890 bis 1898 war er Mitglied des Deutschen Reichstags für den Wahlkreis Regierungsbezirk Marienwerder 4 (Thorn, Kulm, Briesen) und die Polnische Fraktion.